# 市原市立湿津中学校
市原市立湿津中学校（いちはらしりつ うるつちゅうがっこう）は、千葉県市原市潤井戸にある公立中学校。文部科学省学校コードはC112210002146、旧学校調査番号は123908で、教育開発出版所属中学校コードは120195。

## 概要
市原市北東部の市津地区に位置する。1947年（昭和22年）の学校教育法施行に伴って開校した学校である。

## 沿革

### 概歴
1947年（昭和22年）の学校教育法施行に伴い、湿津村立湿津小学校の校舎内4教室を使用して開校する。1949年（昭和24年）には現在地へ移転している。1955年（昭和30年）に村合併によって市津村立湿津中学校、1961年（昭和36年）に町制施行によって市津町立湿津中学校に改称している。その後、1963年（昭和38年）に市原市が発足し、現校名となる市原市立湿津中学校となった。

### 年表
- 1947年（昭和22年）5月10日 - 湿津村立湿津中学校として開校[4]。
- 1949年（昭和24年）
  - 10月3日 - 現在地に校舎竣工、移転[4]。
  - 12月10日 - 管理教室棟竣工[4]。
- 1952年（昭和26年）10月30日 - 東側4教室竣工[4]。
- 1955年（昭和30年）2月11日 - 市津村立湿津中学校に改称[4][5]。
- 1961年（昭和36年）
  - 4月1日 - 市津町立湿津中学校に改称[4][6]。
  - 5月1日 - 体育館竣工[4]。
- 1963年（昭和38年）5月1日 - 市原市立湿津中学校に改称[4]。

## 校則

### 校歌
- 作詞：田沼勤[7]
- 作曲：荻原博[7]

## 施設

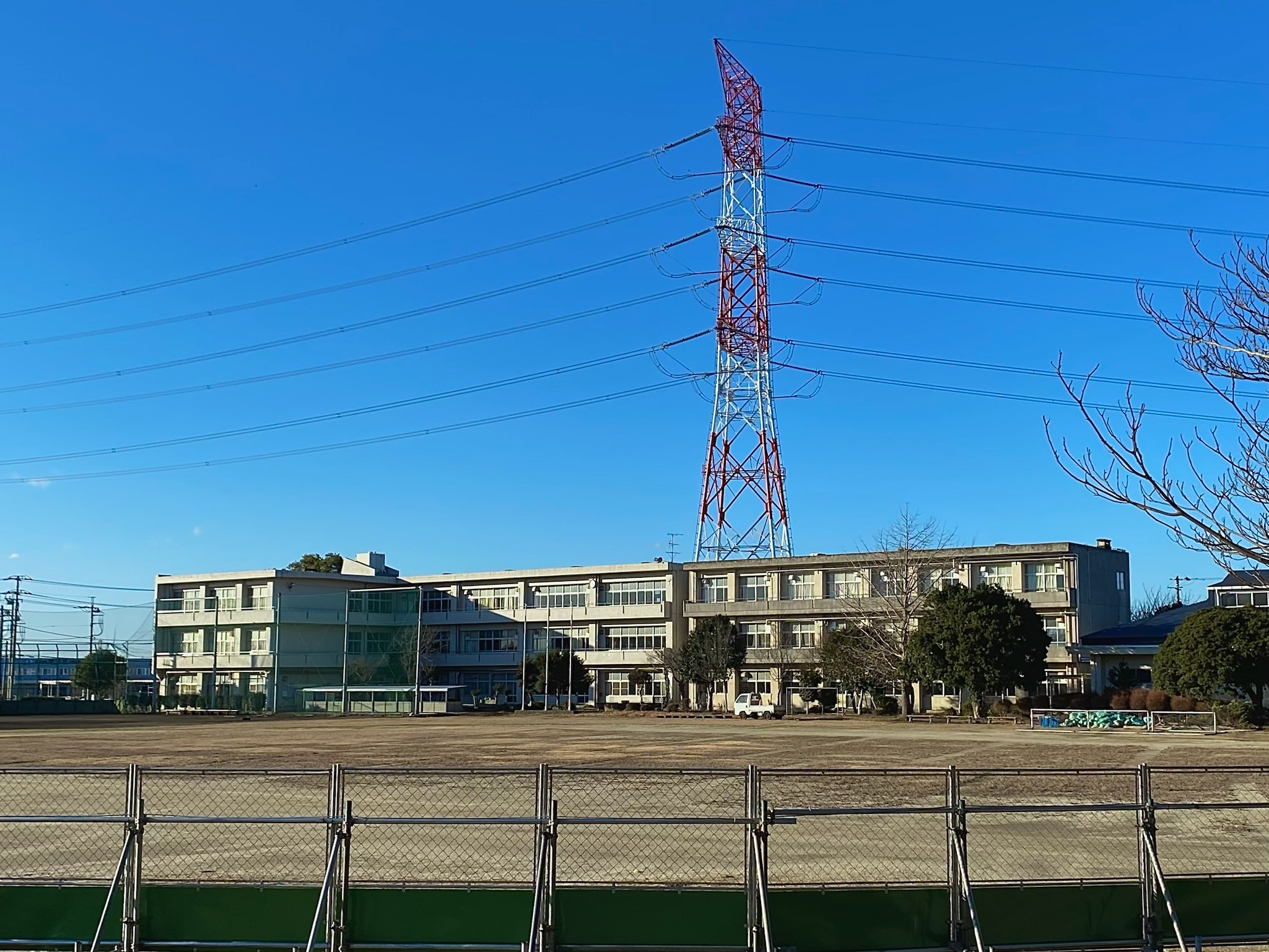
校舎（2024年）

### 敷地
敷地の詳細は以下の通りである。
- 所在地：〒290-0171　千葉県市原市潤井戸2297番地2
- 所有者：市原市
- 敷地面積：26,282m2
- 用途地域：指定なし
- 指定建蔽率：60%
- 指定容積率：100%
- 取得価格：801,185,000円

### 建物
敷地内の建物は以下の通りである。
| 棟番号 | 棟名称         | 構造 | 階数 | 階数 | 延床面積   | 建築年 | 耐震情報 | 耐震情報 | 備考 |
| 棟番号 | 棟名称         | 構造 | 地上 | 地下 | 延床面積   | 建築年 | 基準     | Is値     | 備考 |
| ------ | -------------- | ---- | ---- | ---- | ---------- | ------ | -------- | -------- | ---- |
| 001    | 校舎-1         | RC造 | 3    | 0    | 2,169.00m2 | 1979年 | 旧基準   | 0.76     |      |
| 002    | 校舎-2         | RC造 | 3    | 0    | 1,252.00m2 | 1983年 | 新基準   |          |      |
| 003    | 体育館         | RC造 | 1    | 0    | 1,009.00m2 | 1984年 | 新基準   |          |      |
| 004    | 武道場         | RC造 | 1    | 0    | 672.00m2   | 1987年 | 新基準   |          |      |
| 005    | 脱衣室・更衣室 | S造  | 1    | 0    | 77.00m2    | 2006年 |          |          |      |
| 006    | 倉庫・物置     | 木造 | 1    | 0    | 70.00      | 1985年 |          |          |      |
| 007    | 倉庫・物置     | 木造 | 1    | 0    | 46.00m2    | 1993年 |          |          |      |
| 008    | 倉庫・物置     | 木造 | 1    | 0    | 46.00m2    | 1985年 |          |          |      |

## 規模
2023年（令和5年）4月1日現在の学校規模は以下の通りである。
| 生徒数       | 170名   | 1年生   | 70名    |
| 生徒数       | 170名   | 2年生   | 53名    |
| 生徒数       | 170名   | 3年生   | 47名    |
| 学級数       | 8学級   | 8学級   | 8学級   |
| 通学区域人口 | 9,155人 | 9,155人 | 9,155人 |
| 通学区域面積 | 0.83km2 | 0.83km2 | 0.83km2 |

### 推移
各年度4月1日現在の全校生徒数と学級数は以下の通りである。
| 年度                  | 全校生徒数 | 新入生 | 学級数 | 備考   |
| --------------------- | ---------- | ------ | ------ | ------ |
| 2022年度（令和4年度） | 136名      | 53名   | 7学級  | [ 10 ] |
| 2023年度（令和5年度） | 170名      | 68名   | 8学級  | [ 9 ]  |

## 通学区域
以下の町丁字とその範囲を通学区域として指定している。
- 久々津
- 潤井戸
- 下野
- 喜多
- 犬成
- 大作
- 滝口
- 勝間
- 葉木
- 小田部
- 荻作
- 神崎
- うるいど南1 - 7丁目

## 小学校区
- 市原市立湿津小学校

## 隣接中学校区
- 市原市立菊間中学校
- 市原市立市原中学校
- 市原市立市東中学校
- 市原市立辰巳台中学校
- 市原市立ちはら台南中学校
- 市原市立ちはら台西中学校
- 長柄町立長柄中学校

## 通学区域内施設
- 市原市役所市津支所
- 市原市立市津公民館
- 市津消防署
- 市原市立湿津小学校
- 市原市立市津保育所
- 市津運動広場
- 帝京平成大学千葉キャンパス
- 潤井戸発電所
- 房総変電所
- 市津郵便局

## アクセス
- ちはら台駅から徒歩58分
- 小湊鐵道バス（喜02系統、塩03系統、浜03系統、茂22系統）「喜多」

## 出身有名人
- 猫ひろし（タレント）[12]